# Séparatisme noir
Le séparatisme noir est un mouvement politique visant à créer des institutions, une économie et/ou une culture séparées pour les personnes d'ascendance africaine dans des sociétés historiquement dominées par des Blancs, particulièrement aux États-Unis. Les Noirs séparatistes aspirent également parfois à la création d'un État qui leur est propre.